# Estadio Washington Villalta
El Estadio Washington Villalta es un estadio multiusos. está ubicado en Puerto Bolívar en la Provincia de El Oro.
Fue inaugurado en el año 1990. Tiene capacidad para 2000 espectadores. Es usado mayoritariamente para la práctica del Fútbol y allí juega como local el
Deportivo Bolívar de Puerto Bolívar.
- Datos: Q46572388